# 장우 (장자)
장우(張禹, ? ~ ?)는 전한 후기의 유학자로, 자는 장자(長子)이며 청하국 사람이다.

## 생애
관장경의 밑에서 《좌전》을 익혔다. 소망지와 함께 어사(御史)를 지냈고, 소망지에게 좌전에 대하여 여러 차례 알려주었다. 소망지는 이를 좋아하여 선제에게 수 차례 좌전의 학설을 올렸다.
훗날 태자태부가 된 소망지는 선제에게 장우를 천거하였고, 장우는 대조(待詔)가 되었으나 병들어 죽고 말았다.
제자로 윤갱시가 있었다.

## 출전
- 반고, 《한서》 권88 유림전